# Fouga
Fouga è uno dei 23 villaggi che compongono, oltre al capoluogo Liptougou, il dipartimento di Liptougou, situato nella provincia di Gnagna, facente parte della Regione dell'Est del Burkina Faso.